# Kamiyama
Kamiyama (神山町?) è una cittadina giapponese della prefettura di Tokushima.